# Membransender
Membransender sind elektrische Schallgeber für Feuerschiffe und Leuchttürme, mit denen diese bei unsichtigem Wetter und Nebel akustische Signale (Nebelschallzeichen, Luftschallzeichen oder Luft-Nebelschallzeichen) mit bestimmter Kennung abgeben, sodass Schiffsführer ihre Position erkennen können.
Dabei wird eine gespannte Stahlscheibe elektromagnetisch zu relativ tieffrequenten Schwingungen um die 500 Hertz angeregt, da diese einen hohen Schalldruck und eine große Reichweite ermöglichen. Membransender werden auch als Unterwasserschallzeichen eingesetzt.